# 1462
Cette page concerne l'année 1462  du calendrier julien.
L'année 1462 est une année commune qui commence un vendredi.

## Événements
- 17 janvier, Afrique : le Portugais Diogo Afonso est à Santo Antão ; le 22, il débarque à São Vicente et achève ainsi la découverte des îles du Cap-Vert[1]. Début de la colonisation de l'archipel.

- 11 - 15 mars : la reine Juana Enríquez, épouse de Jean II d'Aragon, abandonne Barcelone révoltée après la mort de Charles de Viane, avec son fils Ferdinand. Elle se réfugie à Gérone où elle est assiégée le 5 juin par l'armée de la Principauté de Catalogne menée par Hug Roger de Pallars. Elle est soutenue par la révolte des paysans (remences) contre les nobles eux-mêmes, menée par Francesc de Verntallat[2]. Début de l'insurrection des Catalans (Guerra dels remences, 1462-1472).

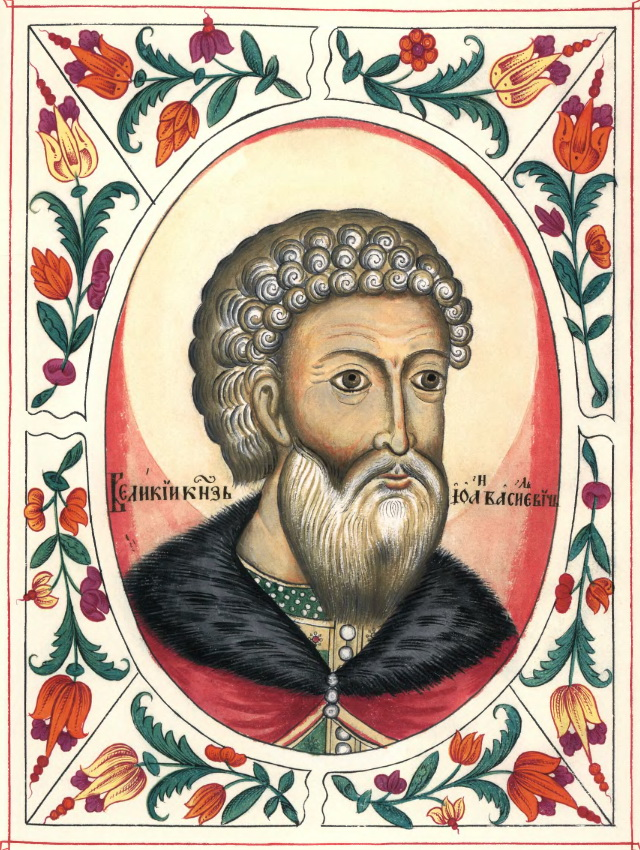
27 mars : Ivan III de Russie

- 27 mars : début du règne d'Ivan III le Grand, prince de Moscou à la mort de Vassili II (fin en 1505)[3]. Il reprend l’œuvre de Dimitri Donskoï et étend la principauté jusqu’en Crimée. Les grands princes de Moscou exigent de leurs nobles (boyards) un serment de fidélité dont la rupture entraîne la confiscation des biens patrimoniaux.
- 31 mars : le pape Pie II dénonce les compacta de Bâle de 1436 et prononce l’interdit sur la Bohême[4].

- 3 avril : après la victoire de Mathias Corvin sur l’anti-roi de Hongrie Frédéric III en Autriche au début de l'année, l’évêque Jean Vitéz négocie à Graz avec le légat du pape un projet de traité[5].
- 12 avril : préliminaires d'un traité d'alliance signés à Olite entre Jean II d'Aragon et Gaston de Foix pour le roi de France[6].
- 28 avril : le pape Pie II interdit par une bulle spéciale la destruction des monuments antiques à Rome[7].

- 3 mai : entrevue de Salvatierra en Béarn entre Jean II d'Aragon et Louis XI de France[6].
- 9 mai : traité de Bayonne, ratifié le 21 mai à Saragosse et le 15 juin à Chinon. Jean II d'Aragon demande l’aide de Louis XI de France mais doit lui céder en gage le Roussillon et la Cerdagne (1462-1463)[8].

- 4 juin : les troupes ottomanes forcent le Danube à Vidin et envahissent la Valachie[9].

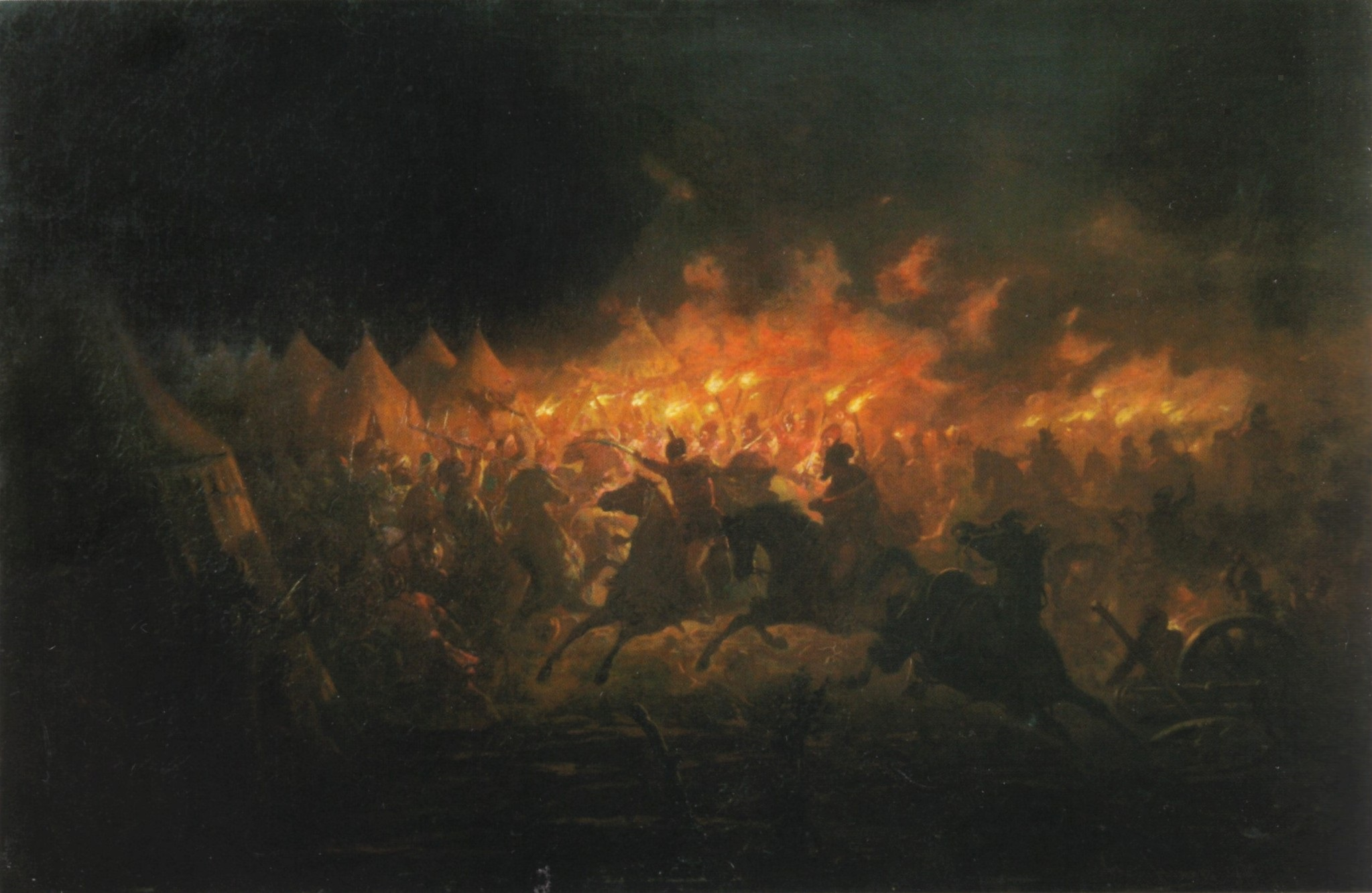
17 juin : Vlad l’Empaleur attaque le camp turc par surprise dans la nuit, toile de Theodor Aman

- 17 juin : Vlad l’Empaleur attaque le camp turc par surprise dans la nuit du 17 au 18 juin pour tenter de s’emparer du sultan, mais doit se replier. L’armée turque marche sur Târgoviște, la contourne après avoir rencontré une forêt de 10 000 empalés, puis avance vers l’est sur Bràila[9].

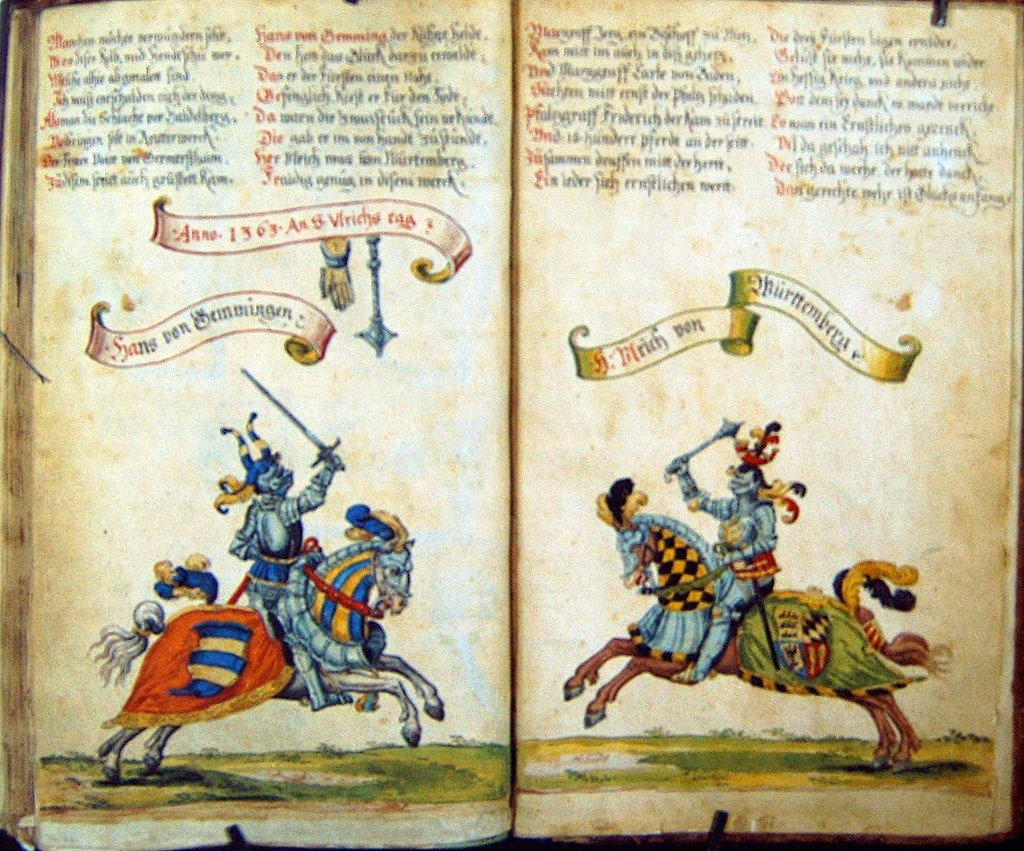
30 juin : bataille de Seckenheim

- 30 juin : victoire de l'électeur palatin Frédéric Ier à la bataille de Seckenheim sur les princes alliés contre Thierry d'Isembourg, archevêque de Mayence[10].
- Juin : Étienne III le Grand de Moldavie attaque la Valachie au même moment pour tenter de récupérer la place de Kilia, sur les bouches du Danube[9]. Il s’entend avec les Turcs mais doit lever le siège après avoir été blessé par un obus (22 juin).
  - Après l’échec du siège de Kilia, Mehmet II repousse une attaque valaque près de Buzău[11], puis rentre à Andrinople avec un important butin, dont 200 000 têtes de bétail (11 juillet)[12].
  - Les Turcs laissent le pays ravagé mais Vlad Tepes conserve le pouvoir. Mehmet II laisse cependant à Brăila son favori Radu le Bel, demi-frère de Vlad, qui rassemble les Valaques opposés à Dracula et affronte son frère. Il obtient l’appui des Saxons et des Szeklers de Transylvanie en leur ouvrant la route de la mer Noire[9].

- Été : une caravelle de grande taille, le Saint-Pierre-de-La-Rochelle, endommagée, est abandonnée dans le port de Dantzig par son capitaine, permettant aux Hanséates de faire connaissance avec ce type de navire[13].

- 23 juillet : les troupes françaises alliées de Jean II d'Aragon, conduites par Gaston de Foix, lèvent le siège de Gérone[14].

- 12 août : le duc d'Urbin est victorieux de Sigismond Malatesta près de Senigallia[15].
- 14 août : Johann Fust (ancien associé de Johannes Gutenberg) et Peter Schoeffer impriment à Mayence la première édition datée de la bible en latin[16].
- 15 août-8 décembre : l’empereur Frédéric III assiégé dans le château de Vienne. Les Viennois exaspérés contre les exactions des mercenaires non payés de l’empereur Frédéric III, se révoltent. Ils renversent le maire et le sénat de la ville et élisent comme « condottiere du peuple » un certain Wolfgang Holzer. Frédéric III leur promet de mettre fin aux désordres et de conclure un traité de paix avec les barons autrichiens, notamment son frère Albert, archiduc d’Autriche. Il entre dans la ville et s’installe dans la citadelle. Les pourparlers de paix s’éternisant, les bourgeois de Vienne assiègent la citadelle, avec l’aide d’Albert (15 août-8 décembre). Frédéric est libéré par l’intervention du roi de Bohême et d’un corps d’armée venu de Styrie et de Carinthie. Les révoltés doivent signer le traité de Korneubourg le 2 décembre.

- 18 août : Jacopo Piccinino, partisan de Jean de Calabre, est défait lors de la bataille s'étant déroulée devant Troia par les forces d'Alessandro Sforza, condottière de Ferdinand Ier de Naples. Après la défection du prince de Tarente Jean Antoine Orsini, le 13 septembre, puis celle de Piccinino le 10 août 1463, l'Angevin Jean de Calabre doit abandonner l'Italie[17].
- 20 août : la Castille prend Gibraltar aux Musulmans[18].

- 17 septembre : victoire de la Pologne sur l'ordre Teutonique à la bataille de Świecino dans la guerre de Treize Ans[19].
- 30 septembre : Mathias Corvin arrive avec ses croisés à Sibiu puis à Brașov (octobre), en Transylvanie[9]. Là, il reçoit la visite de Vlad l’Empaleur, venu négocier son mariage.

- 20 octobre : Louis XI défend aux marchands français de se rendre aux foires de Genève, afin de favoriser celles des Foires de Lyon[20].
- 27 - 28 octobre : sac de Mayence par Adolphe de Nassau[16].
- Octobre : Mehmet II occupe Lesbos[21].
- 12 novembre : première audience du parlement de Bordeaux au Palais de l'Ombrière, ancienne résidence des ducs de Guyenne[22].
- 26 novembre : Mathias Corvin fait arrêter Vlad l’Empaleur qui est emprisonné à Visegrád, en Hongrie (1463-1474)[23]. Il justifiera ce retournement de situation auprès du pape Pie II en invoquant la trahison de Vlad, qui aurait offert ses services au sultan, et en racontant les atrocités commises par l’Empaleur[24]. Début du règne de Radu le Bel, frère de Vlad, voïévode de Valachie (fin en 1469).
- 2 décembre : traité de Korneubourg[25].

- Début du règne de Khalil, khan de Kazan (fin en 1467)[26].
- Un nonce apostolique est nommé inquisiteur de Castille[27].
- Venise fait construire de nouveaux remparts à Candie, en Crète[28].

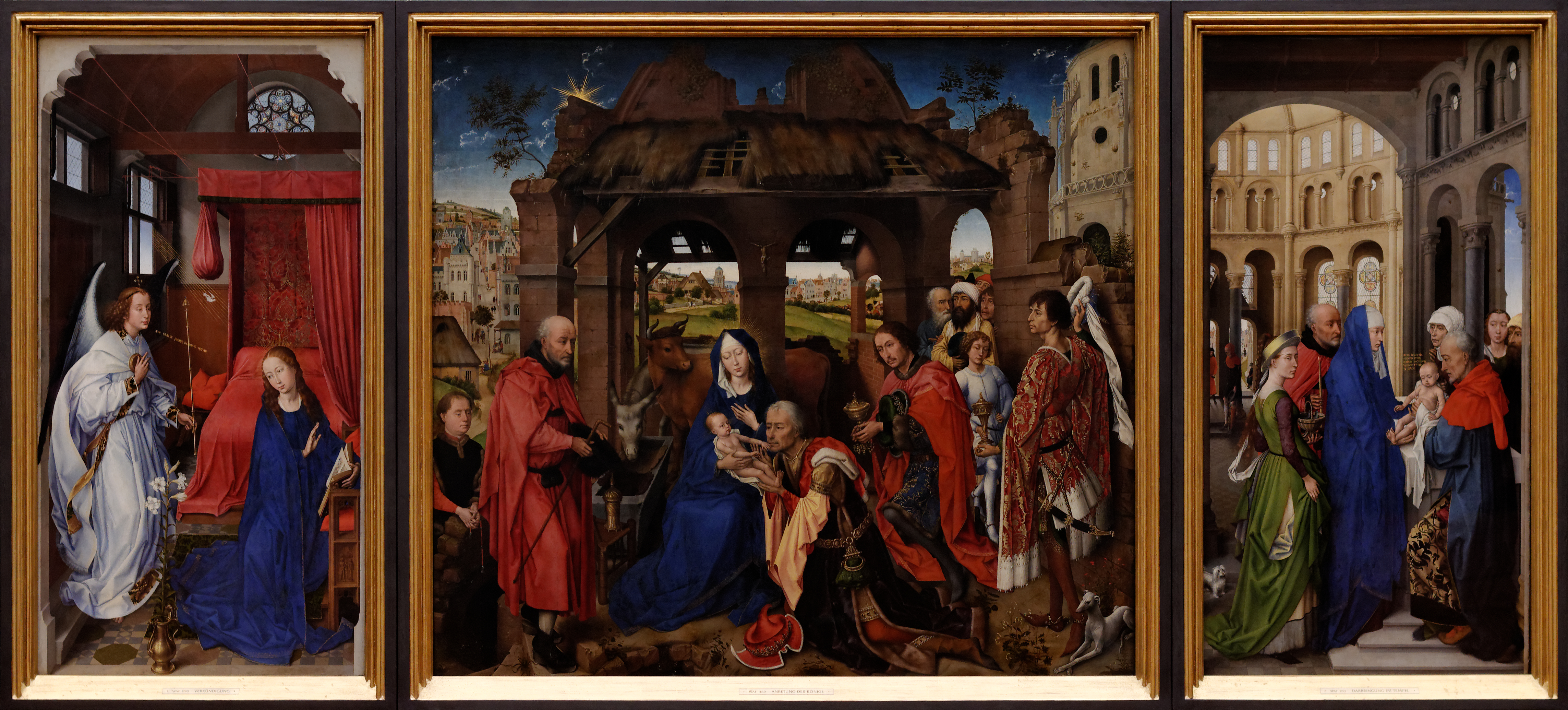
Triptyque des Rois Mages, de Van der Weyden

## Naissances en 1462
- 2 janvier : Piero di Cosimo, peintre italien de l'école florentine († 12 avril 1522).
- 1er février : Johannes Trithemius, cryptographe allemand († 13 décembre 1516).
- 27 juin : Louis II d'Orléans, futur Louis XII, roi de France († 1er janvier 1515).

- Date précise inconnue :
- Clément de La Rovère, cardinal italien, évêque de Mende († 18 août 1504).
- Johannes Widmann (1462-1498), mathématicien allemand.

- Vers 1462 :
- Juan de Anchieta, compositeur espagnol († 30 juillet 1523).

## Décès en 1462
- 27 mars : Vassili II de Russie
- 8 mai : Palla Strozzi, fondateur de la première bibliothèque à Florence.
- 4 septembre, Yangnyeong, lettré confucéen, homme politique de la dynastie Joseon en Corée (° 1394).
- 22 octobre : Louis de Beauvau, Sénéchal d'Anjou (° 30 octobre 1409).

- Jean de la Huerta, sculpteur espagnol, à Mâcon.